# 美園 (さいたま市)
美園（みその）は、埼玉県さいたま市緑区の町名。現行行政地名は美園一丁目から六丁目。住居表示未実施地区。郵便番号は336-0967。

## 地理
さいたま市緑区東部の沖積平野に位置する。浦和美園駅周辺では「みそのウイングシティ」の名称で大規模な土地区画整理事業が進められており、その一つである浦和東部第二地区土地区画整理事業の完了に伴い町名地番変更が行われ成立した。区画整理地外の埼玉スタジアム2002も含まれる。「美園」の名称は、1962年（昭和37年）に浦和市と川口市に吸収合併され消滅した北足立郡美園村に由来する。
隣接する岩槻南部新和西地区でも美園と同時期に区画整理が完了し、岩槻区に美園東一丁目 - 三丁目が設置されている。美園東は旧新和村の領域であった。

### 地価
住宅地の地価は、2022年（令和4年）1月1日の公示地価によれば、美園5-36-29の地点で20万9000円/m2となっている。

## 歴史
- 2017年（平成29年）2月18日 - 浦和東部第二特定土地区画整理事業の換地処分が前日に行われた[8]ことに伴い、事業区域とその周辺で町名地番変更が行われ、大字上野田・大字大崎・大字高畑・大字下野田・大字寺山・大字中野田・大字玄蕃新田・大字南部領辻・大字大門の各一部から美園一丁目〜六丁目が成立[5]。

区画整理事業による宅地化で児童、生徒数が急増したため、2019年3月にさいたま市立美園北小学校が完成、同年7月にさいたま市立美園南中学校が完成した。

## 世帯数と人口
2017年（平成29年）9月1日時点の世帯数と人口は以下の通りである。
| 丁目       | 世帯数    | 人口    |
| ---------- | --------- | ------- |
| 美園一丁目 | 84世帯    | 192人   |
| 美園二丁目 | 24世帯    | 47人    |
| 美園三丁目 | 221世帯   | 400人   |
| 美園四丁目 | 1,274世帯 | 3,144人 |
| 美園五丁目 | 558世帯   | 1,600人 |
| 美園六丁目 | 304世帯   | 781人   |
| 計         | 2,465世帯 | 6,164人 |

## 小・中学校の学区
市立小・中学校に通う場合、学区（校区）は以下の通りとなる。
| 丁目       | 番地 | 小学校                   | 中学校                   |
| ---------- | ---- | ------------------------ | ------------------------ |
| 美園一丁目 | 全域 | さいたま市立美園北小学校 | さいたま市立美園中学校   |
| 美園二丁目 | 全域 | さいたま市立美園北小学校 | さいたま市立美園中学校   |
| 美園三丁目 | 全域 | さいたま市立美園北小学校 | さいたま市立美園中学校   |
| 美園四丁目 | 全域 | さいたま市立美園北小学校 | さいたま市立美園中学校   |
| 美園五丁目 | 全域 | さいたま市立美園小学校   | さいたま市立美園南中学校 |
| 美園六丁目 | 全域 | さいたま市立美園小学校   | さいたま市立美園南中学校 |

## 交通

### 鉄道
- 埼玉高速鉄道線浦和美園駅

### 道路
- 国道463号

## 施設
一丁目
- 高畑稲荷神社

二丁目
- 埼玉スタジアム2002
- さいたま市立美園北小学校

四丁目
- 埼玉高速鉄道本社（浦和美園駅に併設）

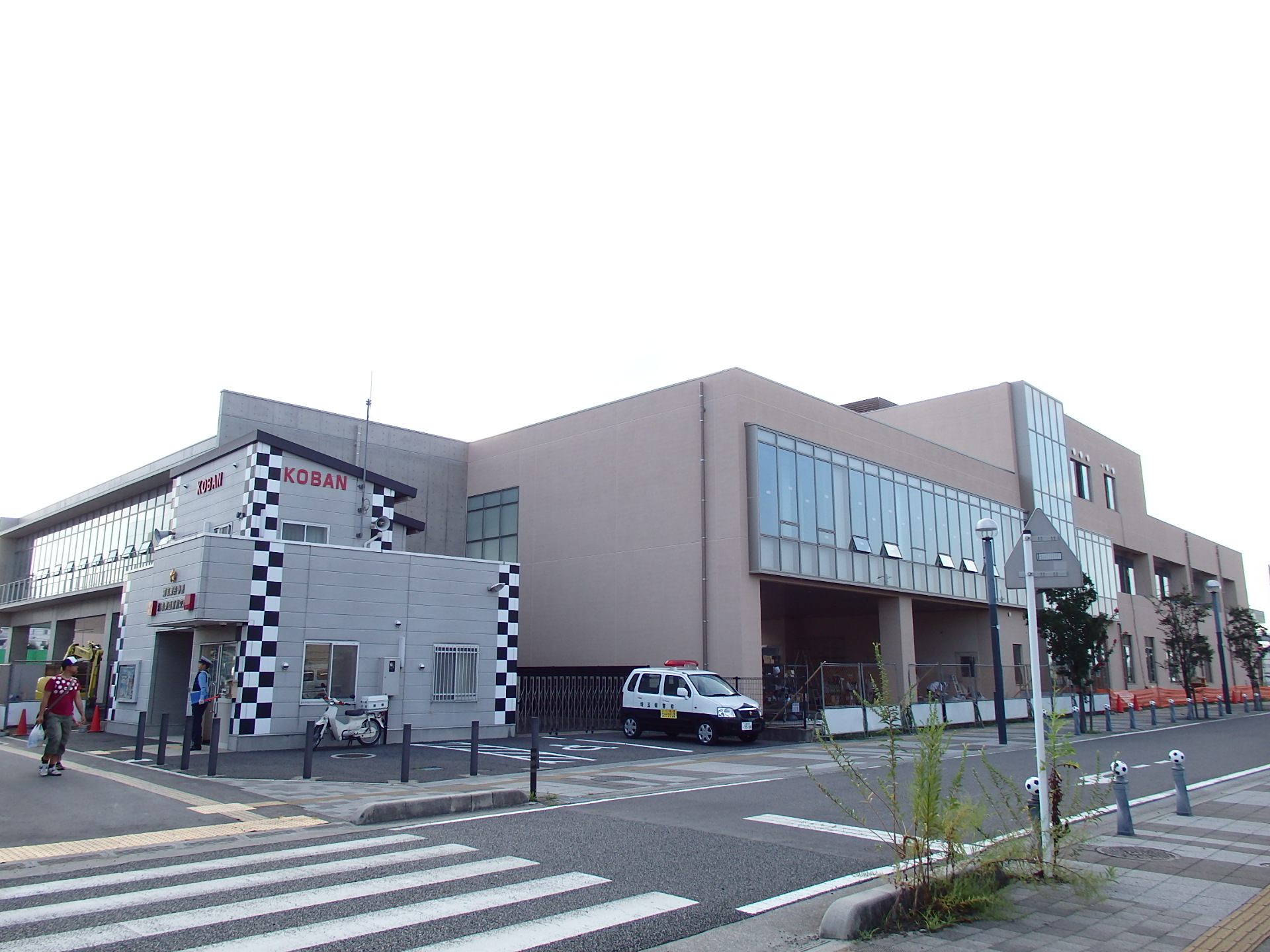
浦和美園駅東口複合施設

- 浦和美園駅前複合施設（美園コミュニティセンター）
  - 美園支所
  - 美園教育相談室
  - さいたま市立美園図書館
- アーバンデザインセンターみその
- みう保育園
- つばさ美園保育園
- ウエリス浦和美園
- 浦和東警察署浦和美園駅前交番

五丁目
- イオンモール浦和美園
- さいたま市立美園小学校
- 浦和美園ウイングシティ保育園

六丁目
- さいたま市立美園南中学校